# Vlag van Koeweit

Vlag van Koeweit (ratio 1:2)

De vlag van Koeweit werd aangenomen op 7 september 1961 en voor het eerst gehesen op 24 november van dat jaar. De vlag bestaat uit drie horizontale banen in groen (boven), wit (midden) en rood, met aan de linkerkant een zwarte vierhoek. Wanneer de vlag verticaal hangt, moet de groene baan zich rechts bevinden.

## Symboliek
De kleuren die de vlag vormen, groen, wit, rood en zwart, zijn de Pan-Arabische kleuren. In de Koeweitse vlag wordt er aan elke kleur een betekenis gegeven: wit staat voor arbeid, zwart voor de strijd tegen de moeilijkheden, groen voor het land waar de mensen wonen en rood voor het verleden en de zwaarden. Deze betekenissen zijn afkomstig van een gedicht van Safie Al-Deen Al-Hali.

## Ontwerp

Constructietekening

De vlag heeft een hoogte-breedteverhouding van 1:2. Afgezien van het zwarte figuur aan de linkerkant, bestaat het oppervlak van de vlag uit drie even hoge horizontale banen in de kleurencombinatie groen-wit-rood.
Aan de linkerkant is een zwart trapezium geplaatst. Deze neemt aan de zijkant van de vlag de gehele hoogte in; vanaf deze zijkant lopen de boven- en onderkant van het zwarte figuur naar elkaar toe tot aan de witte baan. De grenslijn tussen het zwarte en het witte deel van de vlag loopt evenwijdig aan de zijkant van de vlag. Het zwarte figuur neemt ter hoogte van de witte baan een kwart van de breedte van de vlag in.
Bij benadering kunnen de kleuren als volgt gespecificeerd worden:
- rood: Pantone 186C / CMYK 0-90-80-5;
- groen: Pantone 340C / CMYK 100-0-70-15;
- wit: RGB 255-255-255;
- zwart: RGB 0-0-0.

## Geschiedenis
Koeweit werd in de 16e eeuw opgenomen in het Ottomaanse Rijk, waar het na verloop van tijd een zekere vorm van autonomie verkreeg als prinsdom. In 1899 tekende de toenmalige prins, sjeik Mubarak, een verdrag met het Verenigd Koninkrijk, waarmee het land een Brits protectoraat werd, hoewel het formeel deel bleef uitmaken van het Ottomaanse Rijk. Toen werd een vlag aangenomen, bestaande uit een rood veld met een witte halve maan en ster, net zoals in de vlag van het Ottomaanse Rijk. Links van deze symbolen (de hijszijde van de vlag was rechts), stond het woord كويت ("Koeweit").
In 1909 werd de naam van het land naar het kanton van de vlag verplaatst, dat vanwege de locatie van de hijszijde rechtsbovenin is. In 1915 verdwenen de halve maan en ster, omdat het Verenigd Koninkrijk in oorlog was met het Ottomaanse Rijk. Als gevolg van de Britse overwinning werd Koeweit een Brits protectoraat los van het Ottomaanse Rijk. De vlag zou bestaan uit een rood vierkant veld waarin de naam van het land staat, met ernaast aan de hijszijde een witte baan. Die witte baan werd ook wel weggelaten.
|  |  |  |  |

Deze vlag zou tot 1956 in gebruik blijven. Dat jaar werd een vlag aangenomen bestaande uit vier versies:
- een vlag met een driehoekig rood veld met aan de hijszijde een witte verticale baan, met een golvende scheiding tussen beide onderdelen; in het veld staat in witte letters de naam van het land;
- een vlag met een driehoekig rood veld met aan de hijszijde een witte verticale baan, met een golvende scheiding tussen beide onderdelen; in het veld staat in witte letters de naam van het land plus de Arabische tekst "Er is geen andere godheid dan God", afkomstig uit de shahadah;
- een vlag met een rechthoekig rood veld met aan de hijszijde een witte verticale baan, met een golvende scheiding tussen beide onderdelen; in het veld staat in witte letters de naam van het land;
- een vlag met een rechthoekig rood veld met aan de hijszijde een witte verticale baan, met een golvende scheiding tussen beide onderdelen; in het veld staat in witte letters de naam van het land plus de Arabische tekst "Er is geen andere godheid dan God".

|  |  |  |  |

Het gebruik van de versies van deze vlag was strikt gereguleerd: de vraag welke versie gebruikt moest worden hing af van zowel de gelegenheid als de instantie/persoon die de vlag liet hijsen.
In 1961 werd Koeweit volledig onafhankelijk en werd de huidige vlag aangenomen.